# Nuttallia speciosa
Nuttallia speciosa là một loài thực vật có hoa trong họ Loasaceae. Loài này được (Osterh.) Greene mô tả khoa học đầu tiên năm 1906.